# Château de Davenescourt
Le château de Davenescourt est situé sur le territoire de la commune de Davenescourt, dans le département de la Somme au nord de Montdidier.

## Historique
La seigneurie de Davenescourt a appartenu successivement aux familles de Hangest, de Noyelles, de Vicassières, Duprat de Barbançon, avant d'être achetée, en 1682 par Gabriel de La Myre, seigneur de La Mothe Séguier, capitaine d'infanterie au régiment de Rambures, lieutenant pour le Roi et commandant des ville et citadelle de Pignerol, dans la descendance duquel le château est encore aujourd'hui .
La construction de l'actuel château de Davenescourt a été entreprise, dans les dernières années du règne de Louis XVI, par Lucie Philippine de Cardevac de Gouy, veuve de Gabriel Melchior, comte de La Myre, seigneur de Davenescourt, Thibermesnil, Yerville  à la place d'un ancien château détruit lors des invasions espagnoles de 1652 .
Les communs ont été édifiés dans le deuxième quart du XIXe siècle.
En 1857, Gabrielle Marguerite de La Myre, fille de Charles La Myre et d'Antoinette Rouillé de Fontaine épouse Elzéar de Villeneuve-Bargemont, fils d'Alban de Villeneuve Bargemon, et lui apporte en dot la terre de Davenescourt .
Au cours de la Grande Guerre, le château fut transformé en hôpital militaire et accueillit des hôtes de marque comme, le 23 août 1915, le roi des Belges Albert Ier, le président de la république Raymond Poincaré, le général Joffre. Ce serait au château de Davenescourt, au printemps 1915, que l'idée de la création de la croix de guerre (1914-1918) fut abordée lors d'une rencontre réunissant : Maurice Barrès, Ernest Cauvin et le général Boëlle.
En avril-mai 1916, il abrita l'état-major du  Général Robillot, commandant la 1ère Division de cavalerie.
En mars 1918, lors de l'offensive allemande, le village de Davenescourt dut être évacué. Le château, comme le village, fut pillé par l'armée allemande, après avoir reçu quelques obus . Il fut remis ensuite en état.
Le vicomte Augustin de Villeneuve-Bargemont a remis en valeur le jardin à la française après la Seconde Guerre mondiale.

## Protections
Les façades et toitures, la grille d'entrée, la principale cage d'escalier, le salon et la chambre du rez-de-chaussée du château, la chapelle du château en totalité, sont classés Monument historique, depuis un arrêté du 7 juillet 1977 ; les façades et toitures des communs sont inscrites aux Monuments historiques depuis la même date.
Les autres pièces à l'intérieur du château, ses autres dépendances, le système hydraulique d'alimentation en eau du domaine, le parc et ses murs, sont inscrits aux Monuments historiques depuis un arrêté du 11 mai 2009 .

## Caractéristiques
Construit en pierre blanche, sur d'anciens soubassements voûtés qui délimitent la cour du côté situé à l'opposé de l'actuelle entrée, le château présente des façades de style Louis XVI avec avant-corps.
Le perron permet d'accéder à un vestibule double donnant sur les deux façades. Il est décoré de stucs néoclassiques datant de 1805. Dans l'aile sud, un salon décoré de boiseries de style Louis XVI, permet d'accéder à la terrasse dominant le village. Un escalier avec rampe en fer forgé permet d'accéder aux étages.

### Dépendances
La grille d'entrée et le mur de clôture.
La chapelle située près de l'entrée est décorée de motifs sculptés en hauts-reliefs. Sa construction est antérieure d'une quarantaine d'années à celle du château.
Les communs.
La ferme, la glacière, le colombier, la bergerie (1896).

### Parc
Le château est enrichi d'un parc avec une partie boisée et un jardin d'agrément attribué au paysagiste Édouard André. Bûcher, serre, petite maison d'enfants et système hydraulique d'alimentation en eau du domaine complètent les constructions de la propriété et sont protégées au titre des monuments historiques par un arrêté du 11 mai 2009.